# Tokyo Verdy
Il Tokyo Verdy (東京ヴェルディ?, Tōkyō Verudi) è una società calcistica giapponese con sede a Chōfu, quartiere di Tokyo. Dalla stagione 2024 milita nella J1 League.
Fondata nel 1969 come squadra satellite della holding editoriale Yomiuri, a cavallo tra gli anni Ottanta e Novanta vinse sette campionati, detenendo al pari del Kashima Antlers il record di titoli nazionali vinti. In quello stesso periodo la squadra riuscì inoltre a conseguire il suo unico titolo internazionale, vincendo l'edizione 1987-88 del Campionato d'Asia per club. A partire dalla seconda metà degli anni Novanta, la squadra ha conosciuto un periodo di declino delle prestazioni culminato con due retrocessioni in seconda divisione nel 2005 e nel 2008.

## Storia

### Periodo amatoriale

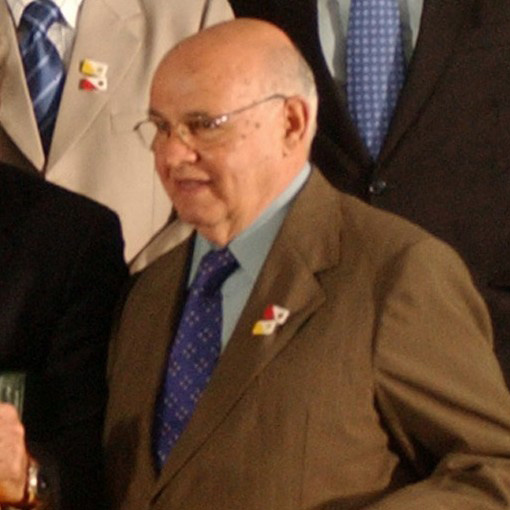
Pepe, allenatore dello Yomiuri nella stagione 1991-92.

Il club fu fondato nell'ottobre 1969 con il nome di NTV Soccer Club (日本テレビサッカー部?) per poi passare, nella stagione successiva, alla denominazione di Yomiuri Football Club (読売サッカークラブ?). Fautrice di quest'iniziativa fu la holding editoriale Yomiuri Shinbun, su suggerimento dell'allora presidente della Japan Football Association Ken Nozu, intenzionato a promuovere lo sviluppo del calcio in Giappone dopo i buoni risultati conseguiti dalla Nazionale alle Olimpiadi di Città del Messico. Adottando delle strategie societarie all'epoca sconosciute (come l'assegnazione di uno stipendio per i calciatori, la creazione di settori giovanili e società satelliti, nonché il reclutamento di calciatori stranieri, soprattutto brasiliani), nel giro di pochi anni lo Yomiuri completò la scalata del sistema calcistico giapponese esordendo in massima serie nel 1978.
Dopo cinque anni di prestazioni alterne, nel 1983 lo Yomiuri vinse il suo primo titolo nazionale a cui seguì nella stagione successiva l'accoppiata campionato-coppa nazionale. Nelle successive stagioni la squadra ebbe modo di vincere altri tre titoli (di cui due consecutivi nel 1990-91 e nel 1991-92) e di affermarsi a livello continentale vincendo, sia pure a tavolino, l'edizione 1987-88 del Campionato d'Asia per club.

### Periodo professionistico

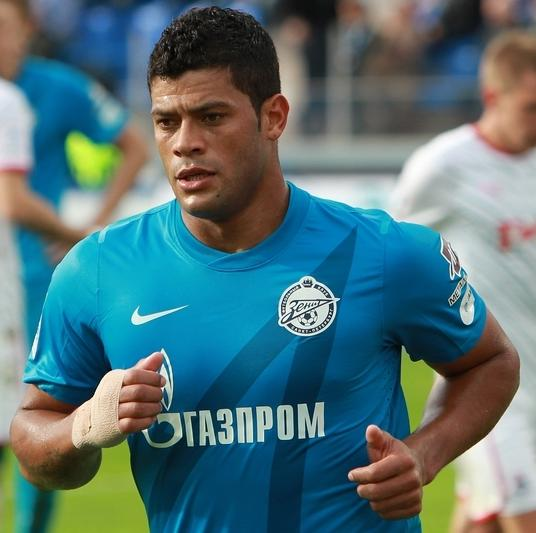
Hulk militò nel Tokyo Verdy durante le stagioni 2007 e 2008.

Già nel corso della stagione 1991-92, in previsione dell'avvento del calcio professionistico in Giappone, lo Yomiuri aveva abbandonato lo status di società calcistica amatoriale assumendo la denominazione commerciale di Verdy Kawasaki (ヴェルディ川崎?), divenuta effettiva al termine del campionato. Nelle prime edizioni della J. League il club confermò le proprie prestazioni vincendo le prime due edizioni e affermandosi nelle prime tre stagioni della Coppa di Lega, ma negli anni successivi subì un brusco declino delle prestazioni dovuto ad alcuni errori della dirigenza, propensa a creare un team che potesse ottenere seguito in tutta la nazione e a confermare una rosa composta da giocatori molto avanti con l'età.
Con il passaggio del controllo finanziario a Nippon Television avvenuto nel 1999, la società fu ristrutturata migliorando dal punto di vista dei risultati, ma non degli spettatori: nel 2001 si arrivò quindi alla decisione di trasferire la sede a Tokyo, mutando il nome della società in Tokyo Verdy 1969 (東京ヴェルディ1969?). Tale strategia non ottenne che in parte i risultati auspicati (a causa della presenza del FC Tokyo, che già contava un buon seguito di pubblico), ma la squadra continuò a migliorare le proprie prestazioni vincendo l'edizione 2004 della Coppa dell'Imperatore. A questo conseguimento seguì tuttavia la retrocessione in J. League Division 2: di lì in poi la squadra militerà ininterrottamente in seconda categoria, con una parentesi nella stagione 2008 al termine della quale la squadra, reduce dalla seconda retrocessione dalla prima divisione, entrò in un'ennesima crisi societaria che culminerà con l'acquisizione, avvenuta nel settembre 2009, del pacchetto azionario da parte di un gruppo imprenditoriale formato da personalità in passato legate al club. Nel 2018 il club conclude il campionato al sesto posto: vincendo i playoff contro l'RB Omiya Ardija e lo Yokohama FC il Verdy giunge allo spareggio contro la terzultima classifica della J. League, il Júbilo Iwata. La partita viene persa 2-0 condannando il club della capitale all'allungamento dell'esilio dalla massima serie. È nel 2023 che conquista la promozione in prima divisione, nella partita per la terza posizione contro lo Shimizu S-Pulse pareggia venendo promossa dal momento che nella classifica è più in alto rispetto alla squadra avversaria.

## Colori e simboli

### Colori
Sin dalle sue origini la società ha mantenuto il verde come colore dominante delle proprie divise: fino al 1992 queste subirono delle modifiche marginali come l'aggiunta, nei primi anni Ottanta, di bordature rosse bianche e blu. Dopo l'approdo della squadra nel professionismo, le divise divennero oggetto di costanti cambiamenti di motivo ed altre tonalità aggiunte alla principale, tra cui il nero nel 1995 e il giallo nel 2006. Le divise utilizzate per le gare esterne non subirono invece modifiche di rilievo fino ai primi anni Duemiladieci (salvo una parentesi nei primi anni Ottanta, in cui furono adottate delle divise di colore celeste e nero o rosso e blu) quando, alle tradizionali divise bianche con calzoncini verdi, si sostituirono divise di colore nero o giallo.
| Esordio in massima serie (1977) | Primo titolo nazionale (1983) | Titolo continentale (1988) | Esordio professionistico (1993) |  |

### Simboli ufficiali

#### Stemma
Nel corso degli anni lo stemma della squadra è rimasto sostanzialmente inalterato, riproducendo un condor dorato con le ali spiegate verso un pallone di colore verde. L'unica modifica di rilievo, escludendo i cambi di denominazione della società, avvenne nel 2001, quando la forma circolare dello stemma fu sostituita da un poligono con il vertice circolare.

### Mascotte
La mascotte del club è un condor umanoide di nome Verdao (ヴェルダオ?, Verudao), indossante la maglia della squadra.

### Inno
Dal 2011 l'inno della squadra è Winning Winds, brano composto da Tetsuya Komuro e interpretato dalla cantante Miz.

## Strutture

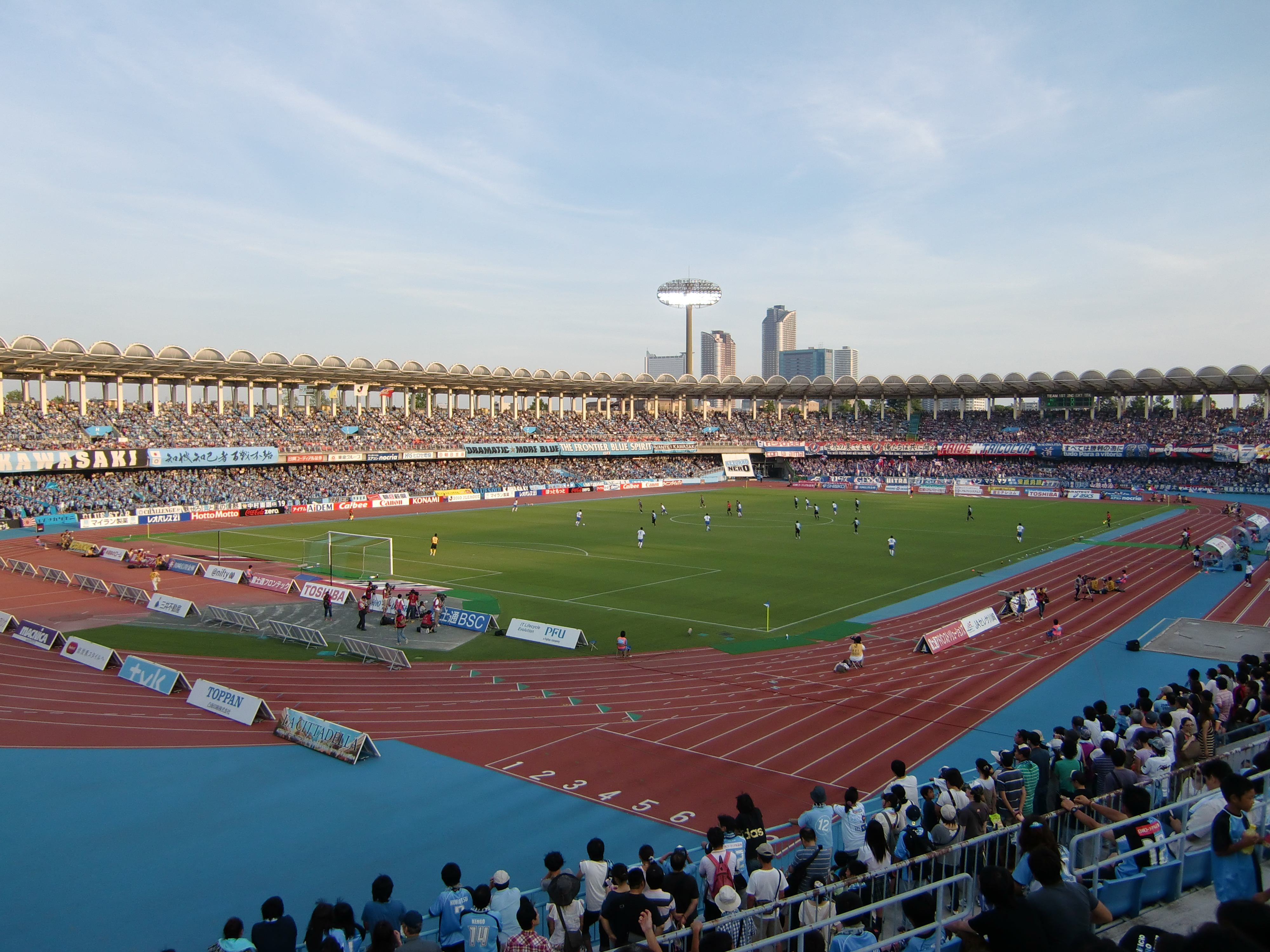
Il Todoroki Athletics Stadium di Kawasaki, in cui la squadra disputò le proprie gare interne tra il 1993 e il 2000.

### Stadio
Il primo campo su cui la squadra disputò le partite casalinghe fu un'area adeguatamente attrezzata all'interno dello Yomiuri Land, parco di divertimenti di proprietà dello Yomiuri Shimbun. Dopo l'approdo in massima divisione, il club si trasferì al National Stadium di Tokyo dove, negli ultimi anni del periodo dilettantistico, aveva disputato la quasi totalità delle proprie gare interne. Con l'acquisizione dello status di squadra professionistica e il cambio di sede a Kawasaki, si spostò al Todoroki Athletics Stadium fino al 2000, anno in cui, in occasione del ritorno della sede nella capitale, si trasferì nel Tokyo Stadium, terreno condiviso con i rivali cittadini del FC Tokyo.
In occasione del cambio di proprietà avvenuto nel 2009 è stata ventilata l'ipotesi della costruzione di uno stadio di proprietà, da progettarsi entro il 2015 nel quartiere speciale di Nerima.

### Centro di allenamento
Il Tokyo Verdy svolge le proprie sedute di allenamento nella Clubhouse Verdy (クラブ情報?), situata nei pressi dello Yomiuri Land.

## Società
A partire dal settembre 2009 la squadra è amministrata dalla Tokyo Verdy Holdings (東京ヴェルディホールディングス株式会社?), in seguito rinominata come Tokyo Verdy 1969 Football Club Co. Ltd. (東京ヴェルディ１９６９フットボールクラブ?): questa società, fondata da alcune personalità legate in passato alla squadra come Ruy Ramos, Tetsuji Hashiratani e Takuya Takagi, è stata in seguito ceduta alla Buddy Planning Institute (バディ企画研究所?), che ne controlla il 98% del pacchetto azionario. Il restante 2% è invece detenuto da tredici società fra cui la Xebio, che si occupa della fornitura tecnica delle divise.
Precedentemente al 2009 la società era controllata dalla Nippon Television tramite una società denominata Nippon Television Football Club (株式会社日本テレビフットボールクラブ?), che nel 1998 era subentrata alla Yomiuri Nippon Football Club (株式会社読売日本サッカークラブ?), fondata dal gruppo editoriale Yomiuri il 1º ottobre 1991 in previsione dell'avvento del professionismo nel calcio giapponese.

### Sponsor
Cronologia degli sponsor tecnici
- 1978-1992: Puma
- 1993-1996: Mizuno
- 1997-2006: Nike
- 2007-2010: Kappa
- 2011: Ennerre
- 2012-Oggi: Athleta

Cronologia degli sponsor ufficiali
Parte anteriore
- 1992-1995: Coca Cola
- 1996-1998: Malt's
- 1999-2001: Konami
- 2002-2003: Rakuten
- 2004: LEOC Japan
- 2005-2006: CyberAgent
- 2006: NTV (solo AFC Champions League)
- 2007-2008: Ameba
- 2010: Xebio
- 2011-2012: Iida Sangyo
- 2013: Gaga Milano
- 2014-2015: Cuore Verde
- 2016: Create
- 2017-2018: ISPS Handa
- 2019-2020: Akatsuki Inc.
- 2021-Oggi: Nicigas

Manica
- 1992-1995: McDonald's
- 1996-2002: Konami
- 2003: LEOC
- 2004-2009: TOMAS
- 2010: Authense
- 2011-2015: Xebio
- 2004-2009: TOMAS
- 2010: Authense
- 2011-2015: Xebio
- 2016: Gruppo Kinshukai
- 2017-2020: GoodCom
- 2021-Oggi: -

Parte posteriore
- 1992-1995: Coca Cola
- 1996-1998: Suntory
- 1999-2001: Konami
- 2002-2004: Cornes
- 2005-2007: CyberAgent
- 2008: NTV 55
- 2009-Oggi: MJS

Calzoncini
- 2003-2005: NEC Fielding
- 2006: SOPH
- 2007: Vap
- 2008: MJS
- 2009: Central High School
- 2010-2014: Victoria
- 2015-2020: BRI
- 2021: -
- 2022-Oggi: Xebio

### Settore giovanile
Sin dalla fondazione come club dilettantistico, il Tokyo Verdy ha adottato una politica societaria volta a scoprire e a valorizzare i giovani, prelevandoli inizialmente da squadre liceali e universitarie o da club minori esteri (soprattutto olandesi e brasiliani). A partire dalla fine degli anni Settanta, la società si dotò di un vero e proprio settore giovanile che includeva anche una società satellite, denominata Yomiuri Junior Football Club ed inizialmente iscritta alle leghe prefetturali, volta a completare la formazione dei giocatori destinati alla prima squadra: fino all'avvento del professionismo nel calcio giapponese (1992), il settore giovanile dello Yomiuri vinse otto campionati nazionali e la squadra satellite partecipò anche alle ultime due edizioni della Japan Soccer League Division 2.
In concomitanza con la trasformazione dello Yomiuri in squadra professionistica, la società satellite fu fusa con la principale, mentre il settore giovanile fu ramificato in tre sezioni a seconda della fascia di età dei giocatori. Da lì in poi, il settore giovanile della squadra vincerà altri cinque trofei, l'ultimo dei quali nel 2007 con la vittoria del campionato nazionale.

## Allenatori
- 1969-1972  Toshiro Narita
- 1973-1975  Frans van Balkom
- 1977-1980  Shōichi Nishimura
- 1981-1982  Ryōichi Aikawa
- 1983  Susumi Chiba
- 1984-1986  Rudi Gutendorf
- 1986-1990  George Yonashiro
- 1990-1991  Carlos Alberto Silva
- 1991-1992  Pepe
- 1993-1994  Yasutarō Matsuki
- 1995-1996  Nelsinho Baptista
- 1996  Yasuyuki Kishino
- 1996  Émerson Leão
- 1997  Hisashi Katō
- 1997  Valdir Espinosa
- 1997  Ryōichi Kawakatsu
- 1998  Nicanor
- 1998  Ryōichi Kawakatsu
- 1999  Hideki Matsunaga
- 2000  Chang Woe-Ryong
- 2001  Yasutarō Matsuki
- 2001-2002  Yukitaka Omi
- 2002-2003  Lori Sandri
- 2003  Leandro
- 2003-2005  Osvaldo Ardiles
- 2005  Nobuhiro Ishizaki
- 2005  Vadão
- 2006-2007  Ruy Ramos
- 2008  Tetsuji Hashiratani
- 2009  Takuya Takagi
- 2009  Takeo Matsuda
- 2010-2012  Ryōichi Kawakatsu
- 2012  Shinichiro Takahashi
- 2013  Yasutoshi Miura
- 2014-2016  Koichi Togashi
- 2017-2018  Miguel Ángel Lotina
- 2019  Gary White
- 2019-2020  Hideki Nagai
- 2021  Takafumi Hori
- 2022-Oggi  Hiroshi Jōfuku

## Giocatori

### Vincitori di titoli
Calciatore asiatico dell'anno
- Kazuyoshi Miura (1993)

## Palmarès
I titoli conseguiti dalla squadra vengono riportati con la denominazione che la società utilizzava in quel periodo.

### Competizioni nazionali
- Japan Soccer League: 5

Yomiuri: 1983, 1984, 1986-87, 1990-91, 1991-92
- Coppa dell'Imperatore: 5

Yomiuri: 1984, 1986, 1987
Verdy Kawasaki: 1996
Tokyo Verdy: 2004
- Japan Soccer League Cup: 3

Yomiuri: 1979, 1985, 1991
- Konica Cup: 1

Yomiuri: 1990
- J. League: 2

Verdy Kawasaki: 1993, 1994
- Coppa Yamazaki Nabisco: 3

Verdy Kawasaki: 1992, 1993, 1994
- Supercoppa del Giappone: 2

Verdy Kawasaki: 1994, 1995
Tokyo Verdy: 2005

### Competizioni internazionali
- Campionato d'Asia per club: 1

Yomiuri: 1987-88

### Altri piazzamenti
- Coppa J. League:

Finalista: 1996
Semifinalista: 2004
- Supercoppa del Giappone:

Finalista: 1997
- J2 League:

Secondo posto: 2007
Terzo posto: 2023
- AFC Champions League:

Terzo posto: 1993-1994
Quarto posto: 1992-1993
- Coppa dei Campioni afro-asiatica:

Finalista: 1988

## Statistiche e record

### Partecipazione ai campionati
| Livello | Categoria                      | Partecipazioni | Debutto | Ultima stagione |
| ------- | ------------------------------ | -------------- | ------- | --------------- |
| 1°      | Japan Soccer League Division 1 | 14             | 1978    | 1991-92         |
| 1°      | J. League Division 1           | 14             | 1993    | 2008            |
| 2°      | Japan Soccer League Division 2 | 6              | 1972    | 1977            |
| 2°      | J. League Division 2           | 15             | 2006    | 2021            |

## Organico

### Rosa 2025
Rosa e numerazione aggiornate al 7 luglio 2025.
| N. |                     | Ruolo | Calciatore             |
| -- | ------------------- | ----- | ---------------------- |
| 1  | Brasile (bandiera)  | P     | Matheus Vidotto        |
| 2  | Giappone (bandiera) | D     | Daiki Fukazawa         |
| 3  | Giappone (bandiera) | D     | Hiroto Taniguchi       |
| 4  | Giappone (bandiera) | D     | Naoki Hayashi          |
| 6  | Giappone (bandiera) | D     | Kazuya Miyahara        |
| 7  | Giappone (bandiera) | C     | Kōki Morita (capitano) |
| 8  | Giappone (bandiera) | C     | Kōsuke Saitō           |
| 9  | Giappone (bandiera) | A     | Itsuki Someno          |
| 10 | Giappone (bandiera) | A     | Yūdai Kimura           |
| 11 | Giappone (bandiera) | A     | Hiroto Yamami          |
| 13 | Giappone (bandiera) | A     | Gōki Yamada            |
| 14 | Giappone (bandiera) | C     | Yūya Fukuda            |
| 15 | Giappone (bandiera) | D     | Kaito Suzuki           |
| 16 | Giappone (bandiera) | C     | Rei Hirakawa           |
| 17 | Giappone (bandiera) | C     | Tetsuyuki Inami        |
| 19 | Giappone (bandiera) | C     | Yūan Matsuhashi        |

| N. |                     | Ruolo | Calciatore       |
| -- | ------------------- | ----- | ---------------- |
| 20 | Giappone (bandiera) | C     | Sōma Meshino     |
| 21 | Giappone (bandiera) | P     | Yūya Nagasawa    |
| 22 | Giappone (bandiera) | C     | Hijiri Onaga     |
| 23 | Giappone (bandiera) | C     | Yūto Tsunashima  |
| 25 | Giappone (bandiera) | A     | Issei Kumatoriya |
| 26 | Giappone (bandiera) | D     | Yōsuke Uchida    |
| 27 | Giappone (bandiera) | A     | Ryōsuke Shirai   |
| 28 | Giappone (bandiera) | C     | Jōi Yamamoto     |
| 29 | Giappone (bandiera) | D     | Maaya Sako       |
| 30 | Giappone (bandiera) | A     | Gakuto Kawamura  |
| 31 | Giappone (bandiera) | P     | Hiroki Mawatari  |
| 37 | Giappone (bandiera) | A     | Shūhei Kawasaki  |
| 40 | Giappone (bandiera) | C     | Yūta Arai        |
| 41 | Giappone (bandiera) | P     | Keisuke Nakamura |
| 42 | Giappone (bandiera) | C     | Kento Imai       |

### Staff tecnico
Staff tecnico aggiornato al 20 aprile 2025.
- Hiroshi Jōfuku - Allenatore
- Ichirō Wada - Viceallenatore
- Hitoshi Morishita - Collaboratore tecnico
- Yūta Narawa - Collaboratore tecnico
- Atsushi Shirai - Preparatore portieri
- Yūya Noshirō - Preparatore fisico
- Daiki Yamamoto - Analista

### Informazione storica
- Yomiuri Junior Football Club

### Liste e riconoscimenti
- Albo d'oro della massima serie giapponese di calcio
- Albo d'oro della Japan Soccer League Cup
- Albo d'oro della Coppa dell'Imperatore
- Albo d'oro della AFC Champions League

### Informazioni economiche
- Yomiuri Shimbun
- Nippon Television